# Fahéjalkohol
A fahéjalkohol egy szerves vegyület. A legegyszerűbb telítetlen aromás alkohol. Összegképlete C9H10O. Alacsony olvadáspontú, szilárd, kristályos anyag. Illata a jácintra emlékeztet. A természetben a Styrax-fajok balzsamában fordul elő, fahéjsavval alkotott észtere alakjában. Számos észtere ismert. A természetben a transz-izomerje fordul elő. Az illatszeripar használja fel.

## Előállítása
A fahéjalkohol előállítható a természetben megtalálható fahéjsavésztere elszappanosításával (lúgos hirdolízisével). Szintetikusan fahéjaldehid redukciójával állítják elő:
{\displaystyle \mathrm {C_{6}H_{5}{-}CH{=}CH{-}CHO+2\ H\rightarrow C_{6}H_{5}{-}CH{=}CH{-}CH_{2}OH} }
Többféle módszert is kidolgoztak annak biztosítására, hogy a hidrogénes redukció során a kétszeres kötés ne telítődjön.

## Kémiai reakciói
A fahéjalkohol kémiai tulajdonságai az allilalkoholokéra hasonlítanak. Kétszeres kötést tartalmaz, brómmal addíciós reakcióba lép. Ekkor fahéjalkohol-dibromid keletkezik. Kálium-permanganát oldattal végzett óvatos oxidációjakor 1-fenil-glicerin képződik. Más reakciókban fahéjaldehiddé, fahéjsavvá és benzoesavvá oxidálható. Ha hidrogén-bromiddal reagál, cinnamil-bromiddá alakul.

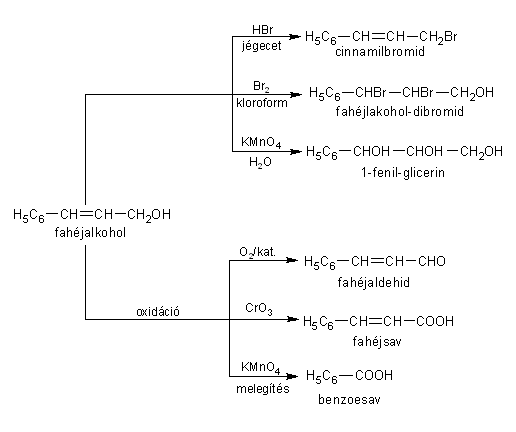
A fahéjalkohol reakciói

## Felhasználása
A fahéjalkohol egyes észtereit az illatszeripar használja fel.

## Külső hivatkozások
1. 1 2 3 4  A fahéjalkohol vegyülethez tartozó bejegyzés az IFA GESTIS adatbázisából. A hozzáférés dátuma: 2010. december 28. (JavaScript szükséges) (angolul)